# وليام آر قرين
وليام آر قرين (بالإنجليزية: William R. Green)‏ (و. 1856 – 1947 م) هو سياسي، ومحامي، وقاضي من الولايات المتحدة الأمريكية. ولد في كولتشستر.
وهو عضو في الحزب الجمهوري.